# Эллиотт, Ральф Нельсон
Ральф Нельсон Эллиотт (англ. Ralph Nelson Elliott; 28 июля 1871, Мэрисвилл, штат Канзас — 15 января 1948) — американский финансист, создатель Теории волн Эллиотта.

## Биография

### Становление
К концу 1880-х семья Эллиоттов переехала в Сан-Антонио (Техас). С 1891 года он начинает работать на различных должностях в железнодорожных фирмах Мексики. В 1896 году его работа уже напрямую связана с бухгалтерским учетом. Так как он знал работу на железной дороге с самых низов, то это позволило ему усовершенствовать бухгалтерский учет для железнодорожных компаний, и в течение последующих 25 лет он занимал руководящие должности главным образом на предприятиях Мексики и Центральной Америки, связанных с железной дорогой. Избавив несколько крупных фирм от финансовых затруднений своими рекомендациями, Эллиотт приобрел репутацию высококвалифицированного специалиста. Наконец, в начале 1920 года он переезжает в Нью-Йорк.
Специальность Эллиотта предоставила ему замечательную возможность принять участие в одном из международных проектов правительства США. В 1924 году Государственный департамент США предложил ему должность министра финансов Никарагуа (в то время эта страна контролировалась США). В феврале 1925 года Эллиотт начал применять свой опыт реорганизатора для перестройки финансовой системы целой страны.
После ухода США из Никарагуа Эллиотт переезжает в г. Гватемала, чтобы вступить в новую должность Генерального Ревизора Международных железных дорог Центральной Америки. За этот период Эллиотт публикует две книги. Первая была напечатана в 1926 году и явилась следствием его участия в редакционной коллегии ежемесячного делового журнала «Tea Room and Gift Shop» и называлась «Организация работы чайных и кафетериев» (англ. Tea Room and Cafeteria Management). Вторая называлась «Будущее Латинской Америки» (англ. The Future of Latin America), она содержала анализ экономических и социальных проблем Латинской Америки с предложениями по урегулированию этих проблем.
Продав первую книгу и обдумывая вторую, Эллиотт решает вернуться в США и создать независимую консалтинговую фирму. Приблизительно в это время он начинает ощущать первые признаки болезни, которой заразился в Центральной Америке.

### Создание Теории волн Эллиотта
Репутация Эллиотта, основанная на его выдающейся карьере, а также его первые книги, заслужившие благоприятные отзывы, способствовали развитию его консалтингового бизнеса. Тем не менее, именно тогда, когда будущее казалось безоблачным, его здоровье резко ухудшилось. К 1929 году болезнь приобрела изнуряющую форму злокачественной анемии, приковав его к постели. Деятельный Эллиотт был вынужден отойти от дел в возрасте 58 лет.
Ему необходимо было чем-то занять свой мозг в перерывах между приступами болезни. Именно в это время он направляет все своё внимание на изучение поведения фондового рынка. Исследуя особенности ценовых моделей на рынке, Эллиотт изучал годовые, месячные, недельные, дневные, часовые и получасовые графики различных фондовых индексов, охватывающих 75-летнюю историю поведения рынка. Поступая таким образом, он исполнял миссию, которую сам же провозгласил в своем манускрипте по Латинской Америке: «Всему есть причина, и долг каждого попытаться раскрыть её».
В мае 1934 года результаты наблюдений Эллиотта за поведением фондового рынка начали складываться в общую совокупность принципов, которым подчинялись движения волн ценовых значений фондовых индексов на всех таймфреймах. В настоящее время можно сказать, что результаты наблюдения Эллиотта за рынками являются «фрактальными», но этот термин пришел позже из теории хаоса, хотя сам Эллиотт значительно опередил данную теорию в фактическом описании составных частей волновых моделей и их взаимосвязи. Опытный организатор бизнес-процессов в результате тщательного изучения поведения рынка открыл организационный принцип, стоящий за рыночными движениями. По мере того, как он набирался опыта в применении открытых им закономерностей и корректировал их первоначальные формулировки, их точность начала поражать его.
К ноябрю 1934 года уверенность Р. Н. Эллиотта в своей концепции достигла такого уровня, что он решает представить её на суд, по крайней мере, одного представителя финансового мира — Чарльзу Коллинзу (англ. Charles J. Collins), члену Инвестиционного Совета. От многочисленных корреспондентов, которые предлагали ему (Чарльзу Коллинзу) торговые системы для работы на рынке, Коллинз традиционно избавлялся, попросив их прогнозировать движение рынка в течение некоторого времени, справедливо полагая, что любая, на самом деле стоящая система, проявит себя на реальном рынке. Не удивительно, что подавляющее большинство подобных систем доказали свою печальную несостоятельность. Однако, закономерности, открытые Эллиоттом, были совсем другим делом.
Через пару месяцев прогнозов и под впечатлением от их точности Коллинз согласился принять участие в работе над книгой для широкой публики о волновых закономерностях фондового рынка. Книга «Закон волн» (англ. The Wave Principle) увидела свет 31 августа 1938 года. А в первой её главе было сделано следующее заявление:

Никакая истина не нашла большего повсеместного признания, чем та, что вселенной правит закон. Очевидно, что без закона был бы хаос, а там, где хаос, нет ничего… Весьма далеко идущее исследование в области… человеческой деятельности показало, что практически весь ход развития, который является результатом нашей социально-экономической жизнедеятельности, следует некому закону, который заставляет результаты повторяться в виде схожих и неизменно рекуррентных последовательностей определенного набора волн или импульсов установленной формы… Фондовый рынок демонстрирует общие волновые принципы с социально-экономической деятельностью… Он имеет свой закон, так же, как и любая другая сущность во вселенной.

10 ноября 1938 года Эллиотт опубликовал первое из длинной серии «Пояснительное письмо», в котором проводился анализ состояния рынка и давался прогноз его движения. В начале 1939 года Эллиотт получает заказ на 12 статей по Закону волн для журнала Financial World. Эти статьи способствовали росту репутации Эллиотта в инвестиционных кругах и привели к публикации ряда его «Образовательных бюллетеней» (англ. Educational Bulletins). Один из таких выдающихся бюллетеней поднял статус «Закона волн» от полного каталога моделей поведения рынка до обширной теории поведения человеческого общества, что явилось новым для таких областей науки, как экономика и социология. К началу 40-х годов Ральф Эллиотт завершил разработку концепции, в которой взлеты и падения человеческих эмоций и результаты человеческой деятельности следуют естественной последовательности событий, управляемой законом природы. Он соединил модели поведения человеческого общества с соотношением Фибоначчи или «золотой» пропорцией — математическим явлением, известным в течение тысячелетий математикам, естествоиспытателям, художникам, зодчим и философам в качестве вездесущего закона природы, которому подчиняется форма и движение.
Затем Эллиотт объединил все свои работы в своем последнем труде «Закон природы — секрет вселенной (англ. Nature’s Law — The Secret of the Universe)». В эту монографию с немного высокопарным названием, которую Эллиотт опубликовал в возрасте 75 лет, он включил все свои наработки, касающиеся Теории волн Эллиота. Эта книга была опубликована 10 июня 1946 года и явилась венцом творения Ральфа Нельсона Эллиотта.

## Изданная литература
- Tea Room and Cafeteria Management (1926)
- The Future of Latin America
- The Wave Principle (1938)
- The Financial World articles (1939)
- Nature’s Law — The Secret of the Universe (1946)